# Championnat européen des nations de rugby à XV 2004-2006
Navigation
Championnat 2002-2004 Championnat 2006-2008
Le Championnat européen des nations de rugby à XV 2004-2006, 39e édition de la compétition qui réunit des pays européens ne participant pas au Tournoi des Six Nations, est remporté par la Roumanie.

## Faits saillants
Cette compétition se déroule sur deux saisons (comme ce fut aussi le cas entre 1987 et 1991). Les journées 1 à 5 se disputent lors de la saison 2004-2005 et les journées 6 à 10 lors de la saison 2005-2006.
La Géorgie, le Portugal, la Roumanie, la Russie, la République Tchèque et l'Ukraine disputent cette édition.
La Roumanie l'emporte.
L'Ukraine est rétrogradée.
Ce tournoi a servi de qualification pour les tours 4 et 5 de la qualification Europe de la Coupe du monde de rugby à XV 2007 :
- La Roumanie, la Géorgie et le Portugal sont qualifiés pour le tour 5 ;
- La Russie, la République tchèque et l'Ukraine sont qualifiés pour le tour 4.

## Équipes participantes
Division 1
- Roumanie
- Géorgie
- Portugal
- Russie
- République tchèque
- Ukraine

| Division 3A - Lettonie - Suède - Suisse - Danemark - Autriche | Division 3B - Arménie - Lituanie - Hongrie - Slovénie - Bulgarie | Division 3C - Norvège - Luxembourg - Israël - Bosnie-Herzégovine - Azerbaïdjan | Division 3D - Finlande - Grèce |

## Division 1

### Classement
Les 3 premiers sont qualifiés pour le tour 5 des qualifications à la coupe du monde 2007. Les 3 autres équipes sont qualifiés pour le tour 4.
| Rang | Pays               | J  | V | N | D  | Pm  | Pe  | Diff | Pts |
| ---- | ------------------ | -- | - | - | -- | --- | --- | ---- | --- |
| 1    | Roumanie           | 10 | 8 | 0 | 2  | 389 | 95  | +294 | 26  |
| 2    | Géorgie            | 10 | 8 | 0 | 2  | 353 | 125 | +228 | 26  |
| 3    | Portugal           | 10 | 6 | 1 | 3  | 193 | 173 | +20  | 23  |
| 4    | Russie             | 10 | 4 | 1 | 5  | 290 | 202 | +88  | 19  |
| 5    | République tchèque | 10 | 3 | 0 | 7  | 165 | 296 | -131 | 16  |
| 6    | Ukraine            | 10 | 0 | 0 | 10 | 57  | 556 | -499 | 10  |

### Matchs joués
Matchs aller
| 20 novembre 2004 | Ukraine | 6 - 36 | Portugal | Odessa Arbitre : Mancini |
| 20 novembre 2004 |         |        |          | Odessa Arbitre : Mancini |
| 20 novembre 2004 |         |        |          | Odessa Arbitre : Mancini |

| 20 novembre 2004 | Russie | 15 – 27 | Géorgie | Krasnodar Arbitre : Maciello |
| 20 novembre 2004 |        |         |         | Krasnodar Arbitre : Maciello |
| 20 novembre 2004 |        |         |         | Krasnodar Arbitre : Maciello |

| 27 novembre 2004 | République tchèque | 14 – 38 (6 - 26) | Roumanie | Prague 2,500 spectateurs Arbitre : J-C. Gastou |
| 27 novembre 2004 |                    |                  |          | Prague 2,500 spectateurs Arbitre : J-C. Gastou |
| 27 novembre 2004 |                    |                  |          | Prague 2,500 spectateurs Arbitre : J-C. Gastou |

| 5 février 2005 | Portugal | 18 – 14 | Géorgie | Lisbonne Arbitre : |
| 5 février 2005 |          |         |         | Lisbonne Arbitre : |
| 5 février 2005 |          |         |         | Lisbonne Arbitre : |

| 5 février 2005 | République tchèque | 11 – 7 | Russie | Prague Arbitre : Gabbei |
| 5 février 2005 |                    |        |        | Prague Arbitre : Gabbei |
| 5 février 2005 |                    |        |        | Prague Arbitre : Gabbei |

| 19 mars 2005 | Roumanie | 97 – 0 (47 - 0) | Ukraine | Bucarest 1,000 spectateurs Arbitre : G. Borreani |
| 19 mars 2005 |          |                 |         | Bucarest 1,000 spectateurs Arbitre : G. Borreani |
| 19 mars 2005 |          |                 |         | Bucarest 1,000 spectateurs Arbitre : G. Borreani |

| 26 février 2005 | Portugal | 18 – 14 | République tchèque | Lisbonne Arbitre : Meersman |
| 26 février 2005 |          |         |                    | Lisbonne Arbitre : Meersman |
| 26 février 2005 |          |         |                    | Lisbonne Arbitre : Meersman |

| 26 février 2005 | Roumanie | 33 – 10 (13 - 10) | Russie | Timișoara 3,000 spectateurs Arbitre : D. Mene |
| 26 février 2005 |          |                   |        | Timișoara 3,000 spectateurs Arbitre : D. Mene |
| 26 février 2005 |          |                   |        | Timișoara 3,000 spectateurs Arbitre : D. Mene |

| 26 février 2005 | Géorgie | 65 – 0 | Ukraine | Tbilissi Arbitre : Dubes |
| 26 février 2005 |         |        |         | Tbilissi Arbitre : Dubes |
| 26 février 2005 |         |        |         | Tbilissi Arbitre : Dubes |

| 12 mars 2005 | République tchèque | 42 – 5 | Ukraine | Prague Arbitre : Pellaprat |
| 12 mars 2005 |                    |        |         | Prague Arbitre : Pellaprat |
| 12 mars 2005 |                    |        |         | Prague Arbitre : Pellaprat |

| 12 mars 2005 | Géorgie | 20 – 13 (6 - 6) | Roumanie | Tbilissi 10,000 spectateurs Arbitre : G. De Santis |
| 12 mars 2005 |         |                 |          | Tbilissi 10,000 spectateurs Arbitre : G. De Santis |
| 12 mars 2005 |         |                 |          | Tbilissi 10,000 spectateurs Arbitre : G. De Santis |

| 12 mars 2005 | Russie | 16 – 18 (10 - 13) | Portugal | Krasnoïarsk Arbitre : Dartigeas |
| 12 mars 2005 |        |                   |          | Krasnoïarsk Arbitre : Dartigeas |
| 12 mars 2005 |        |                   |          | Krasnoïarsk Arbitre : Dartigeas |

| 11 juin 2005 | Russie | 17 – 14 | Ukraine | Moscou Arbitre : Steve Mallon |
| 11 juin 2005 |        |         |         | Moscou Arbitre : Steve Mallon |
| 11 juin 2005 |        |         |         | Moscou Arbitre : Steve Mallon |

| 11 juin 2005 | Roumanie | 14 – 10 (14 - 7) | Portugal | Bucarest 700 spectateurs Arbitre : S. Mancini |
| 11 juin 2005 |          |                  |          | Bucarest 700 spectateurs Arbitre : S. Mancini |
| 11 juin 2005 |          |                  |          | Bucarest 700 spectateurs Arbitre : S. Mancini |

| 11 juin 2005 | Géorgie | 75 – 10 | République tchèque | Tbilissi |
| 11 juin 2005 |         |         |                    | Tbilissi |
| 11 juin 2005 |         |         |                    | Tbilissi |

Matchs retour
| 12 mars 2006 | Roumanie                           | 50 - 3 (24 - 3) | République tchèque | La Teste de Buch 500 spectateurs Arbitre : S. Mancini |
| 12 mars 2006 | Essai(s) : 8 Transformation(s) : 5 |                 | Pénalité(s) : 1    | La Teste de Buch 500 spectateurs Arbitre : S. Mancini |
| 12 mars 2006 |                                    |                 |                    | La Teste de Buch 500 spectateurs Arbitre : S. Mancini |

| 13 mai 2006 | Portugal                           | 52 – 14 (19 - 7) | Ukraine                            | Lisbonne Arbitre : Ventura |
| 13 mai 2006 | Essai(s) : 8 Transformation(s) : 6 |                  | Essai(s) : 2 Transformation(s) : 2 | Lisbonne Arbitre : Ventura |
| 13 mai 2006 |                                    |                  |                                    | Lisbonne Arbitre : Ventura |

| 4 février 2006 | Géorgie                                            | 46 – 19 (27 - 9) | Russie                                             | Tbilissi Arbitre : Matheu |
| 4 février 2006 | Essai(s) : 6 Transformation(s) : 5 Pénalité(s) : 2 |                  | Essai(s) : 1 Transformation(s) : 1 Pénalité(s) : 4 | Tbilissi Arbitre : Matheu |
| 4 février 2006 |                                                    |                  |                                                    | Tbilissi Arbitre : Matheu |

| 3 juin 2006 | Ukraine | 0 – 58 (0 - 34)                     | Roumanie | Kiev 1,000 spectateurs Arbitre : Mauro Dordolo |
| 3 juin 2006 |         | Essai(s) : 10 Transformation(s) : 4 |          | Kiev 1,000 spectateurs Arbitre : Mauro Dordolo |
| 3 juin 2006 |         |                                     |          | Kiev 1,000 spectateurs Arbitre : Mauro Dordolo |

| 11 mars 2006 | Géorgie                                            | 40 – 0 (22 - 0) | Portugal | Tbilissi Arbitre : Maciello |
| 11 mars 2006 | Essai(s) : 5 Transformation(s) : 3 Pénalité(s) : 3 |                 |          | Tbilissi Arbitre : Maciello |
| 11 mars 2006 |                                                    |                 |          | Tbilissi Arbitre : Maciello |

| 12 novembre 2005 | Russie                                             | 52 – 12 (37 - 7) | République tchèque                 | Krasnodar Arbitre : Pellaprat |
| 12 novembre 2005 | Essai(s) : 7 Transformation(s) : 4 Pénalité(s) : 3 |                  | Essai(s) : 2 Transformation(s) : 1 | Krasnodar Arbitre : Pellaprat |
| 12 novembre 2005 |                                                    |                  |                                    | Krasnodar Arbitre : Pellaprat |

| 20 mai 2006 | République tchèque | 10 – 18 (0 - 11) | Portugal                                           | Říčany Arbitre : De Santis |
| 20 mai 2006 | Essai(s) : 2       |                  | Essai(s) : 2 Transformation(s) : 1 Pénalité(s) : 2 | Říčany Arbitre : De Santis |
| 20 mai 2006 |                    |                  |                                                    | Říčany Arbitre : De Santis |

| 10 juin 2006 | Russie                                             | 25 – 24 (13 - 15) | Roumanie                                           | Krasnoïarsk 5,000 spectateurs Arbitre : H. Dubes |
| 10 juin 2006 | Essai(s) : 3 Transformation(s) : 2 Pénalité(s) : 2 |                   | Essai(s) : 2 Transformation(s) : 1 Pénalité(s) : 4 | Krasnoïarsk 5,000 spectateurs Arbitre : H. Dubes |
| 10 juin 2006 |                                                    |                   |                                                    | Krasnoïarsk 5,000 spectateurs Arbitre : H. Dubes |

| 29 avril 2006 | Ukraine         | 12 – 32 (6 - 13) | Géorgie                                            | Odessa Arbitre : Vancini |
| 29 avril 2006 | Pénalité(s) : 4 |                  | Essai(s) : 4 Transformation(s) : 3 Pénalité(s) : 2 | Odessa Arbitre : Vancini |
| 29 avril 2006 |                 |                  |                                                    | Odessa Arbitre : Vancini |

| 5 novembre 2005 | Ukraine                  | 8 – 47 (8 - 13) | République tchèque                                 | Odessa 700 spectateurs Arbitre : Dubes |
| 5 novembre 2005 | Essai(s) : 1 Drop(s) : 1 |                 | Essai(s) : 5 Transformation(s) : 2 Pénalité(s) : 6 | Odessa 700 spectateurs Arbitre : Dubes |
| 5 novembre 2005 |                          |                 |                                                    | Odessa 700 spectateurs Arbitre : Dubes |

| 25 février 2006 | Roumanie                                           | 35 – 13 (13 - 3) | Géorgie                                            | Bucarest 2,500 spectateurs Arbitre : Tim Hayes |
| 25 février 2006 | Essai(s) : 4 Transformation(s) : 3 Pénalité(s) : 3 |                  | Essai(s) : 1 Transformation(s) : 1 Pénalité(s) : 1 | Bucarest 2,500 spectateurs Arbitre : Tim Hayes |
| 25 février 2006 |                                                    |                  |                                                    | Bucarest 2,500 spectateurs Arbitre : Tim Hayes |

| 25 février 2006 | Portugal                                           | 19 – 19 (9 - 6) | Russie                                             | Lisbonne Arbitre : Tim Beddow |
| 25 février 2006 | Essai(s) : 1 Transformation(s) : 1 Pénalité(s) : 4 |                 | Essai(s) : 1 Transformation(s) : 1 Pénalité(s) : 4 | Lisbonne Arbitre : Tim Beddow |
| 25 février 2006 |                                                    |                 |                                                    | Lisbonne Arbitre : Tim Beddow |

| 27 mai 2006 | Ukraine                            | 12 – 55 | Russie                             | Kiev Arbitre : Hannah |
| 27 mai 2006 | Essai(s) : 2 Transformation(s) : 1 |         | Essai(s) : 9 Transformation(s) : 5 | Kiev Arbitre : Hannah |
| 27 mai 2006 |                                    |         |                                    | Kiev Arbitre : Hannah |

| 10 juin 2006 | République tchèque | 3 – 24 (0 - 7) | Géorgie                                        | Prague Arbitre : Colin Stanley |
| 10 juin 2006 | Pénalité(s) : 1    |                | Essai(s) : 3 Transformation(s) : 3 Drop(s) : 1 | Prague Arbitre : Colin Stanley |
| 10 juin 2006 |                    |                |                                                | Prague Arbitre : Colin Stanley |

| 18 mars 2006 | Portugal        | 3 – 27 (3 - 14) | Roumanie                                           | Lisbonne Arbitre : Peter Fitzgibbon |
| 18 mars 2006 | Pénalité(s) : 1 |                 | Essai(s) : 4 Transformation(s) : 2 Pénalité(s) : 1 | Lisbonne Arbitre : Peter Fitzgibbon |
| 18 mars 2006 |                 |                 |                                                    | Lisbonne Arbitre : Peter Fitzgibbon |